# كارلوس موراليس
كارلوس موراليس (بالإنجليزية: Carlos Morales)‏ (11 سبتمبر 1982 في الولايات المتحدة - ) هو لاعب كرة قدم أمريكي في مركز الوسط. شارك مع منتخب بورتوريكو لكرة القدم. أما مع النوادي، فقد لعب مع Crystal Palace Baltimore ‏ وPuerto Rico Islanders ‏ وGigantes de Carolina FC ‏ ونادي بان.